# قینر
قینر یکی از روستاهای استان آذربایجان شرقی است که در دهستان بناب بخش مرکزی شهرستان مرند و در 40 کیلومتری شهرستان مرند  و 54 کیلومتری شهر تبریز واقع شده‌است.نام این روستا در زبان ترکی به معنای «جوشان» است و گفته می شود جوشش و بیرون آمدن آب برف های ارتفاعات بالا دست «قینر» در رودخانه جاری روستا، وجه تسمیه این نامگذاری است.روستای قینر در 34 کیلومتری شمال شرق مرند و در مرز بین این شهرستان و شهرستان ورزقان قرار دارد. در واقع «قینر»، آخرین روستای حوزه استحفاظی مرند در شمال شرق این شهرستان است و ضلع شمالی گردنه معروف و برف گیر آن با دسترسی به روستاهای «طرزم» «ارزیل» و «گول آخیر» در محدوده ورزقان و قره داغ جای می گیرد.

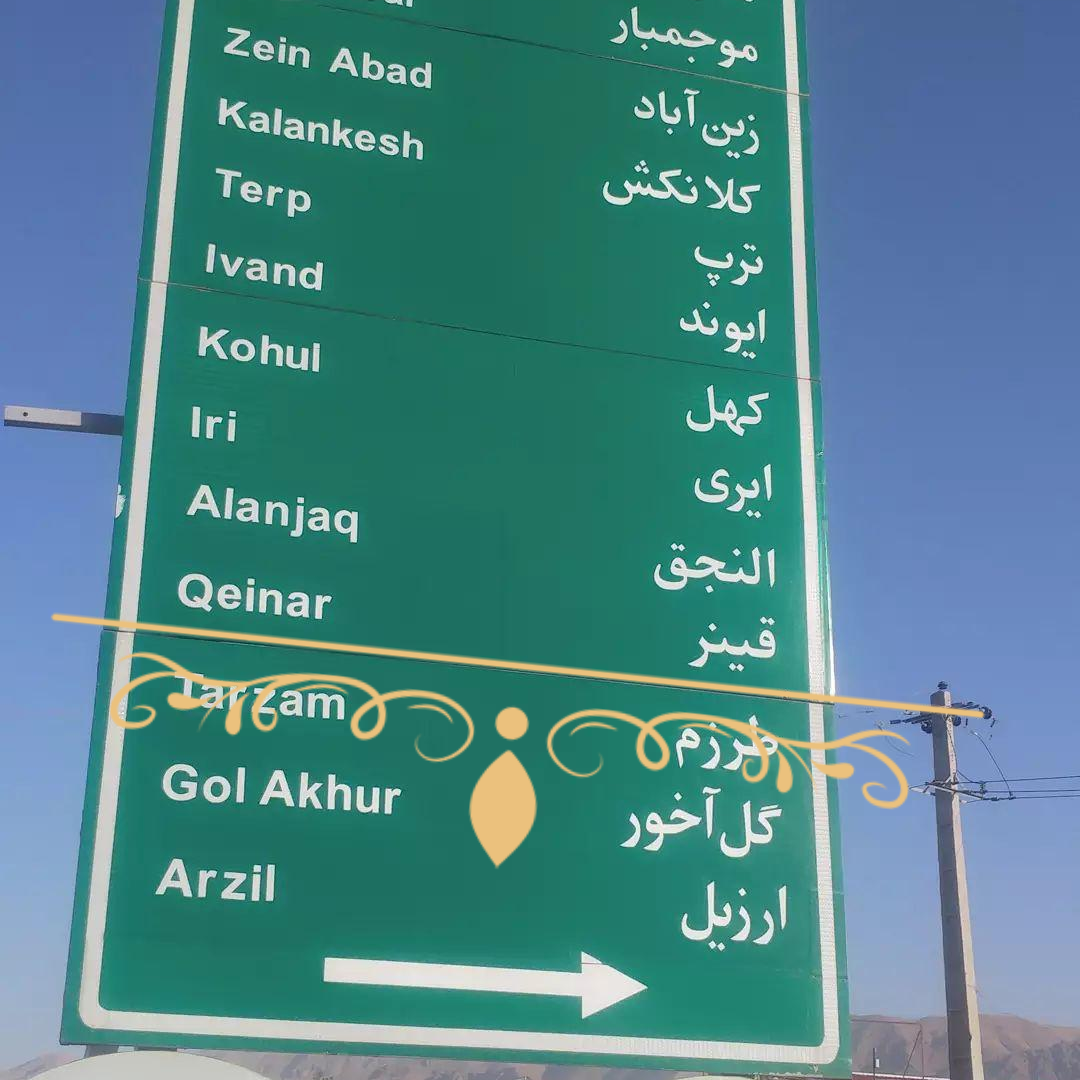
[https://Qeinar.com Qeinar

بر اساس آنچه که معمرین روستا به نقل از نیاکان خود نقل می کنند، قدمت «قینر» به 300 سال قبل می رسد و ساکنان اولیه آن جمعی از اعضای خانواده های منتسب به اجتماعات عشایری آذربایجان از قبیل «حاجی علیلو»، «حسنکلو» و … بوده اند که به تدریج در این محل جمع آمده و روستای فعلی را بنیان گذاشته اند.
شهدای روستای قینر:
شهید صمد صابر
شهید محرم امانی
شهید عباسعلی ملکی
شهید حبیب حسن زاده